# Balesmes-sur-Marne
Balesmes-sur-Marne foi uma antiga comuna francesa na região administrativa de Grande Leste, no departamento de Haute-Marne. Estendia-se por uma área de 12,67 km². Em 2010 a comuna tinha 255 habitantes (densidade: 20,1 hab./km²).
Em 1 de janeiro de 2016, passou a fazer parte da nova comuna de Saints-Geosmes.